# Alice Millsová (fotografka)

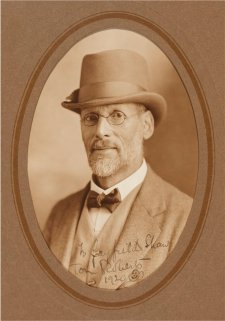
Portrét Toma Robertse, želatinová stříbrná fotografie, 1920

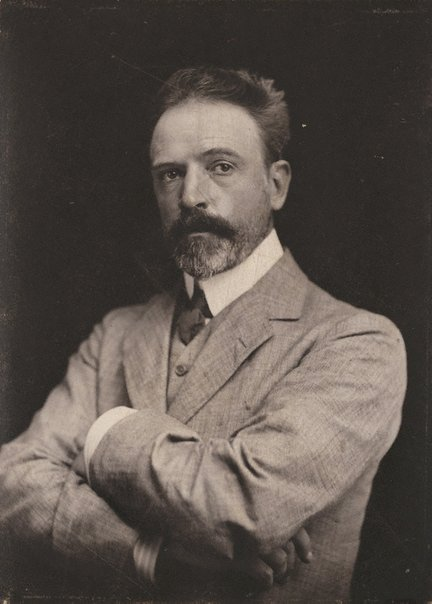
Portrét Arthura Streetona, platinotypie, 1905

Alice Millsová (nepřechýleně Alice Mills; 1870, Ballarat – 1929) byla vlivná profesionální fotografka z Austrálie, působící v letech 1900 až 1929. Po sedmi letech práce si vybudovala jméno mezi nejlepšími fotografy v Melbourne.

## Životopis
Alice Millsová se narodila v roce 1870 v Ballaratu v rodině z nižší střední třídy. Když byla ještě mladá dívka, krátce se přestěhovala na Nový Zéland a zpět se svou rodinou. Když vyrůstala, studovala v melbournských studiích portrétního fotografa Henryho Johnstona a slečny O'Shaughnessy. Provdala se za Toma Humphreyse a založila svůj život ve městě Melbourne v Austrálii. Neměla žádné děti.

## Fotografie
Alice začala svou fotografickou kariéru v roce 1900 se svým manželem Tomem Humphreysem a v určité fázi mezi lety 1900 a 1907 si založila vlastní studio na své jméno na Collins Street. V této fázi se její manžel začal více věnovat malbě než fotografii. Alice Millsová byla průkopnicí v oblasti ženské fotografie a do roku 1913 se v jejím ateliéru prosadilo dalších pět žen.
V roce 1914 přinesla válka ve fotografickém průmyslu poměrně hodně práce, zejména v portrétních studiích. Následně pořídila mnoho fotografií mladých mužů, kteří se přes noc proměnili ve vojáky jdoucí do války.

## Fotografické techniky
Pracovala především s tisky želatinového stříbra. Tento typ fotografie byl dominantní od 50. do 80. let 19. století, snímek musel být exponován a vyvolán ihned po nanesení citlivé vrstvy. V uvedeném období převládal albuminový tisk, kde byl pojivem vaječný bílek. Alice Millsová pracovala od roku 1900 do roku 1929, kdy byl vaječný bílek nahrazen želatinou. Existují domněnky, že pracovala spíše s platinotiskem než se stříbrem, což poskytovalo mnohem trvalejší obraz. Díla se zdají být platinová a mají zřetelný měkký šedý vzhled.

## Výstavy
Aliciny fotografie byly často publikovány v časopisech, ale během svého aktivního fotografického období měla dvě výstavy. Obě nazvané Národní výstava ženského umění. Jedna se konala v Umělecké galerii Nového Jižního Walesu, v Sydney a druhá v Australské národní knihovně v Canbeře. Obě se konaly v průběhu měsíce června v letech 1995–1998. S její výstavou Women's Work byly studiové portréty Alice Millové a fotografie mladých mužů z války umístěny v samostatné speciální expozici.

## Sbírky
Díla autorky jsou obsaženy ve sbírkách Art Gallery of New South Wales, Sydney, NSW, Austrálie a Australské národní galerie, Canberra, ACT, které jsou dostupné veřejnosti.

## Galerie

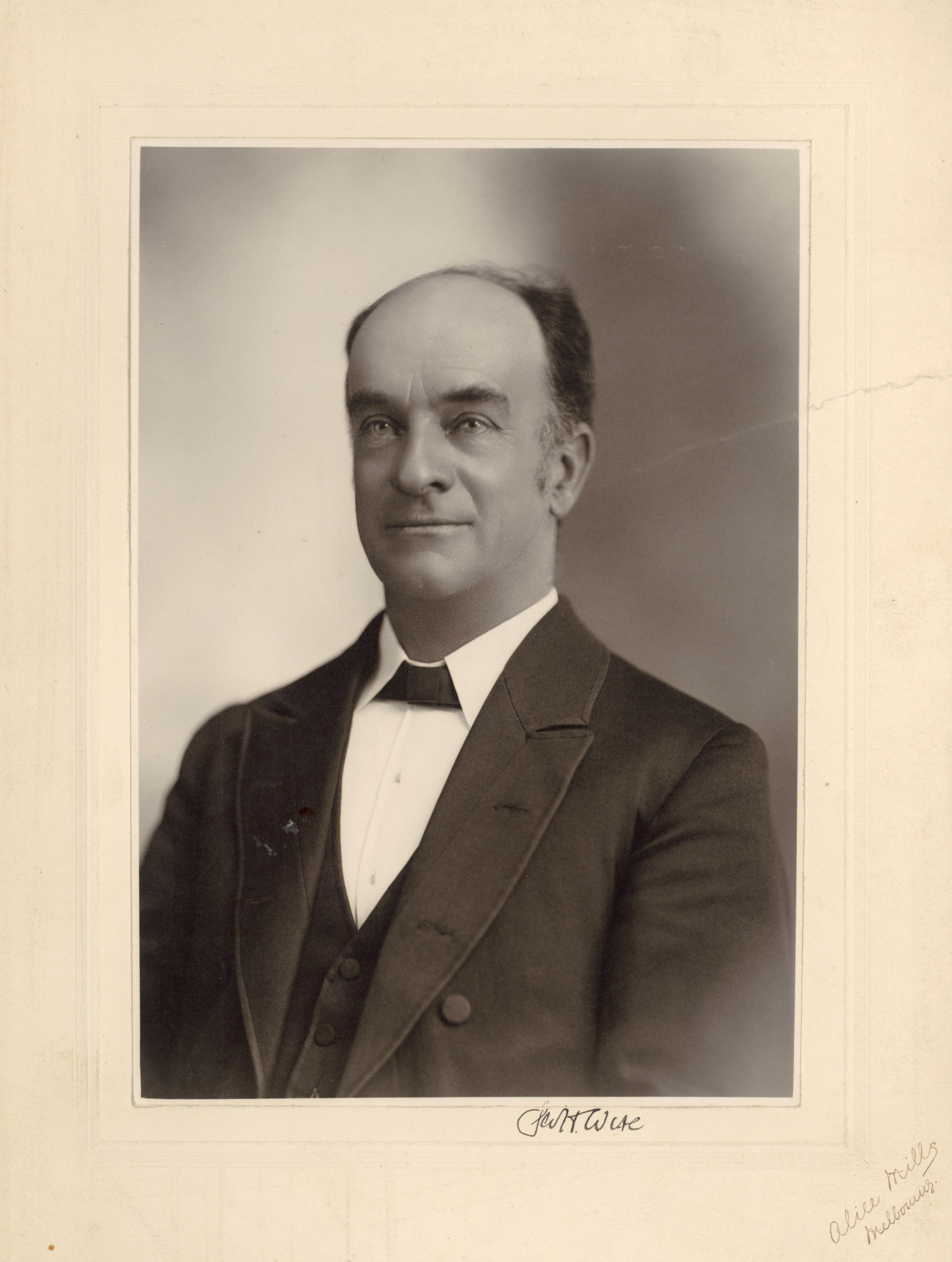
George Wise
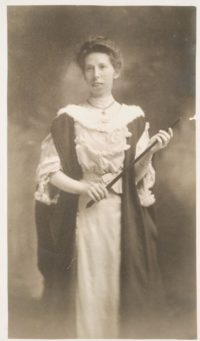
Mona Margaret McBurney
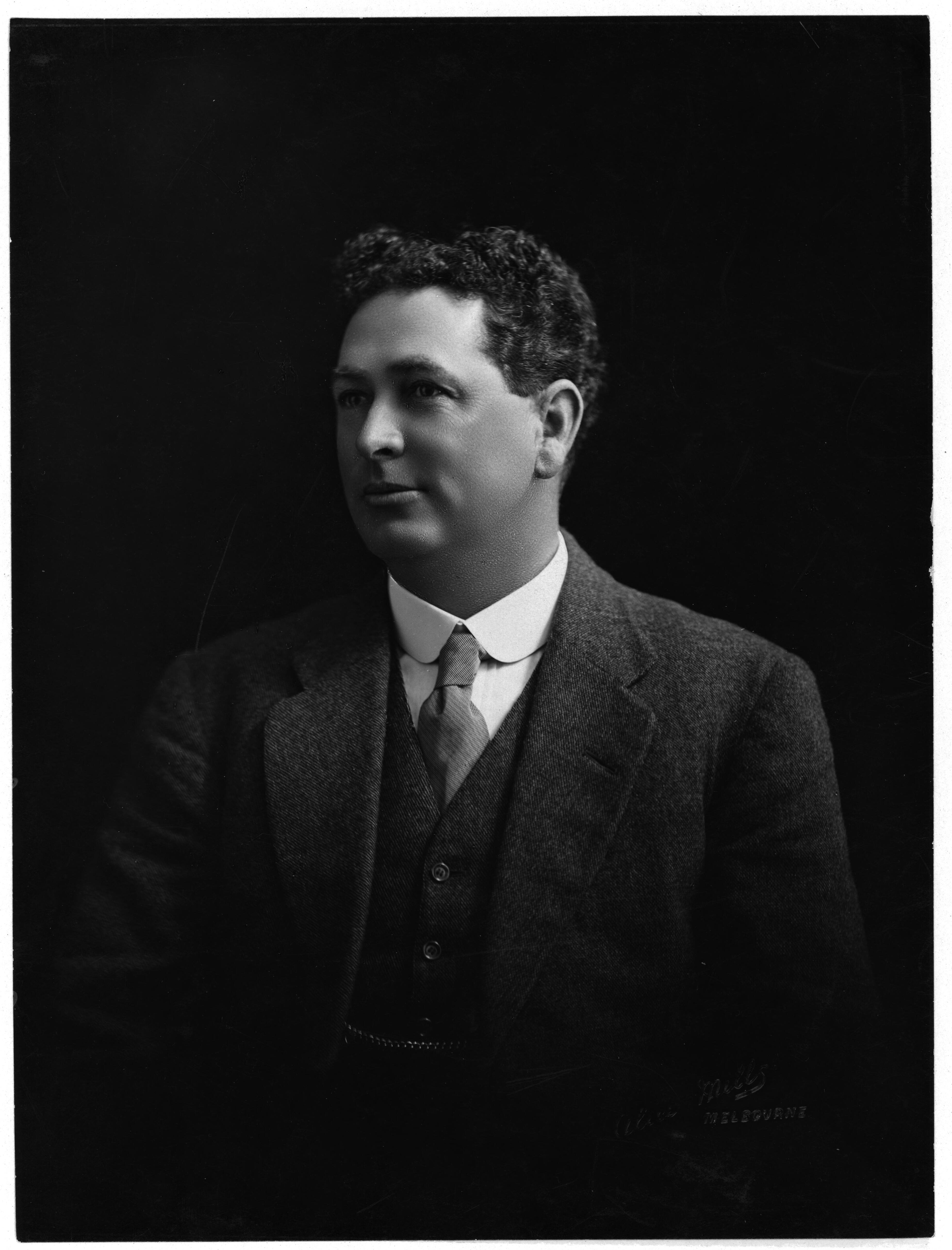
Arthur Rodgers